# کیلی داولینگ
کیلی داولینگ (انگلیسی: Keeley Dowling؛ زادهٔ ۱۷ فوریهٔ ۱۹۸۳) بازیکن فوتبال اهل ایالات متحده آمریکا است.
از باشگاه‌هایی که در آن بازی کرده‌است می‌توان به باشگاه فوتبال کیف اوربرو دی‌اف‌اف، اسکای بلو اف‌سی، و آتلانتا بیت اشاره کرد.
وی همچنین در تیم‌های ملی فوتبال United States U-20 women's national soccer team و زیر ۲۳ سال زنان ایالات متحده آمریکا بازی کرده‌است.